# Бібліографічний посібник
Бібліографічний посібник — це перелік бібліографічних записів, відомостей про книгу або статтю з газети, журналу, збірника, упорядкованих та об'єднаних по визначеному принципу.

## Види бібліографічних посібників
Основні види бібліографічних посібників:
1. бібліографічний покажчик;
2. бібліографічний список;
3. бібліографічний огляд.

## Види бібліографічних посібників за суспільним призначенням
Велике значення має класифікація бібліографічних посібників за суспільним призначенням, тому що вона відображає значні ознаки для бібліографічних посібників.Згідно з поглядів на визначення, що таке «суспільне призначення» бібліографічного посібника виділяють такі види бібліографічних посібників:
- Державний бібліографічний посібник інформує про видані в країні документи на підставі їх державного обліку.  Раніше бібліографічні посібники цього виду називалися «обліково-реєстраційними».

Цільове призначення: повний облік документів, виданих на певній території.
Читацьке призначення: працівникам книжкової справи, науково-інформаційних центрів, будь-яким категоріям споживачів. Вони не враховують особливості інформаційних потреб якоїсь окремої категорії споживачів.
- Науково-допоміжний бібліографічний посібник допомагає науково-дослідній діяльності.

Цільове призначення:вказане у визначенні.
Читацьке призначення: науковцям, спеціалістам різних галузей знань та виробництва.
- Рекомендаційний бібліографічний посібник допомагає освіті, самоосвіті, вихованню та пропаганді знань.

Цільове призначення: вказане у визначенні.
Читацьке призначення: для певних груп читачів, що займаються освітою та самоосвітою, вихованням та пропагандою знань. Зараз пропонують називати ці посібники «популярними».
- Професійно-виробничий бібліографічний посібник допомагає професійно-виробничій діяльності спеціалістам різних галузей практичної діяльності.

Цільове призначення: вказане у визначенні.
Читацьке призначення: фахівцям різного рівня підготовки з усіх сфер суспільної практичної діяльності.
Даний вид БП відокремили від двох попередніх (науково-допоміжних та рекомендаційних) не так давно, після затвердження державного стандарту 7.0—84 «Бібліографічна діяльність. Терміни та визначення».
- Видавничо-книготорговельний бібліографічний посібник допомагає книгообігу, для інформування про продукцію та асортимент книгарень.

Цільове призначення: вказане у визначенні.
Читацьке: покупцям, книгопродавцям, широкому загалу споживачів інформації.
Видавничо-книготорговельні бібліографічні посібники подібні до державних (облікових) тим, що вони не враховувують особливості інформаційних потреб окремих читацьких груп.
- Бібліотечно-каталожний бібліографічний посібник відображає склад певного фонду документів, які зберігаються в одній або кількох бібліотеках.

Цільове призначення: інформування про склад бібліотечного фонду, забезпечення бібліографічного пошуку документів у цьому фонді.
Читацьке призначення: абонентам (користувачам) бібліотек.
Бібліотечно-каталожні БП створюють у вигляді звичайних карткових бібліографічних каталогів у бібліотеках, а також у вигляді бюлетнів чи списків нових надходжень до тієї чи іншої бібліотеки, електронних каталогів.

## Види бібліографічних посібників за особливостями об'єкта обліку
Класифікування БП за особливостями відображених документів складається з таких фасетів:
- Покажчик літератури (або текстових документів) — це бібліографічний посібник, що відображає лише літературні (або текстові) документи, зміст яких виражений словами.
- Покажчик нетекстових документів — відображає тільки нетекстові документи — ноти, образотворчі документи, картографічні документи.
- Покажчик інших видів документів — це бібліографічний посібник, у якому відображені не текстові, не нотні, не образотворчі і не картографічні документи, а документи, зміст яких виражений іншими знаковими системами, наприклад, аудіальні документи (грамплатівки), або аудіовізуальні (відеофільми, кінофільми), машиночитані (комп'ютерні файли, компакт-диски).
- Покажчик документів різних видів — це бібліографічний посібник, у якому відображені одночасно і текстові і нетекстові документи.
- Універсальний бібліографічний посібник відображає документи всіх галузей знань.
- Багатогалузеві БП відображають документи з декількох галузей знань. Багатогалузевим є комплексно-тематичний бібліографічний посібник, який відображає документи з різних галузей знань, але присвячені одній комплексній темі.

Багатогалузевими можуть бути також біобібліографічні та персональні посібники.
Біобібліографічний посібник — це БП,  що містить біографічні відомості про певну особу чи осіб, бібліографічну інформацію про їхні твори, літературу про них.
Персональним зветься бібліографічний посібник відображає твори одного автора та (або) літературу про нього.
Біобібліографічні та персональні посібники можуть бути багатогалузевими тоді, коли містять відомості про осіб, діяльність і твори яких стосуються різних галузей знань.
Галузевий бібліографічний посібник відображає документи з певної галузі знань та (або) практичної діяльності.Серед галузевих БП слід виокремлювати загальногалузеві, вузькогалузеві, тематичні, біобібліографічні та персональні.
Загальногалузевий бібліографічний посібник — це посібник, який відображає документи з усієї великої галузі знань.
Вузько-галузевий бібліографічний посібник відображає документи з вузької галузі знань, яка є складовою великої галузі.
Загальногалузевим вважається покажчик літератури з фізики, а вузькогалузевим — із енергетики.
За змістово-територіальним зв'язками відображених документів виділяють:
- Краєзнавчі, які відображають документи про певну місцевість.
- Країнознавчі, які відображають документи пов'язані з певною країною (державою) чи декількома країнами.

За часом видання відображених документів виокремлюють:
- Ретроспективний, що відображає масив документів за певний період минулого часу.
- Поточний, випуски якого регулярно і оперативно (з періодичністю від одного тижня до одного року) відображають нові документи, які щойно з'являються.
- Перспективний, що відображає документи, які заплановані до випуску.

За місцем видання відображених документів виділяють:
- Покажчики (списки, огляди) місцевого друку, які відображають документи, видані в одній місцевості.
- Загальнодержавні бібліографічні посібники, що видані в одній державі.
- Міжнародні бібліографічні посібники відображають документи, видані в різних країнах.

Види бібліографічних посібників за мовою відображених документів:
- Мономовний— посібник, який відображає документи, видані однією мовою.
- Полімовний— посібник, що відображає документи, видані різними мовами.

За ступенем згортання інформації, що міститься у відображених документах виділяють:
- Покажчики (чи списки, огляди) бібліографічних посібників, які дозволяють споживачеві орієнтуватися у бібліографічній продукції певної країни, певного часу, з певної галузі знань тощо.
- Покажчики первинних документів— вид бібліографічних посібників, протилежний до покажчиків бібліографічних посібників.

## Види бібліографічних посібників за особливостями методів бібліографування
За способом (або за видом) бібліографічного відбору:
- Реєстраційний бібліографічний посібник максимально повно відображає документи, відібрані за певними формальними критеріями.
- Вибірковий бібліографічний посібник відображає документи, відібрані за певними якісними критеріями.

За способом бібліографічної характеристики виділяють:
- Анотований бібліографічний посібник — більшість бібліографічних записів містять, поряд з бібліографічним описом, анотацію.
- Реферативний — де бібліографічний опис супроводжується рефератом.
- Сигнальний бібліографічний посібник — бібліографічна характеристика складається тільки з бібліографічного опису (та, в деяких випадках, шифру зберігання або предметної рубрики).
- Критико-бібліографічний посібник —  бібліографічна характеристика подається у вигляді рецензії (поряд із бібліографічним описом).
- Оглядовий бібліографічний посібник —  бібліографічна характеристика подається як огляд документів.
- Технічно-кодований — бібліографічний посібник, у якому бібліографічна характеристика містить технічне кодування документа.

Технічне кодування — це переклад відомостей про документ у форму, доступну для технічних засобів обробки інформації.
За способом бібліографічного групування розрізняють:
- Бібліографічні посібники з формальним групуванням (алфавітний, хронологічний, топографічний посібники).
- Бібліографічні посібники з змістовим групуванням (предметний, систематичний, тематичний посібники).
- Бібліогріфічні посібники з змішаним групуванням (біобібліографічний та словниковий посібники).